# Magdalena (ort i Honduras, Departamento de Intibucá, lat 13,87, long -88,30)
Magdalena är en ort i Honduras.   Den ligger i departementet Departamento de Intibucá, i den sydvästra delen av landet, 120 km väster om huvudstaden Tegucigalpa. Magdalena ligger 195 meter över havet och antalet invånare är 966.
Terrängen runt Magdalena är huvudsakligen kuperad. Magdalena ligger nere i en dal. Runt Magdalena är det ganska tätbefolkat, med 179 invånare per kvadratkilometer. Närmaste större samhälle är Colomoncagua, 9,4 km norr om Magdalena. Omgivningarna runt Magdalena är en mosaik av jordbruksmark och naturlig växtlighet.